# كيتا تاكاهاشي
كيتا تاكاهاشي (باليابانية: 高橋慶太) ، من مواليد 1975م، مصمم ألعاب فيديو ياباني، اشتهر بتصميم لعبة كاتاماري الشهيرة في اليابان.

## وصلات خارجية
- uvula's official website
- Interview with Keita Takahashi on Gamasutra.com
- Interview with Keita Takahashi on 1up.com
- كيتا تاكاهاشي على موقع IMDb (الإنجليزية)
- كيتا تاكاهاشي على موقع ميوزك برينز (الإنجليزية)
- كيتا تاكاهاشي على موقع ديسكوغز (الإنجليزية)